# 카를 마르크스 생가

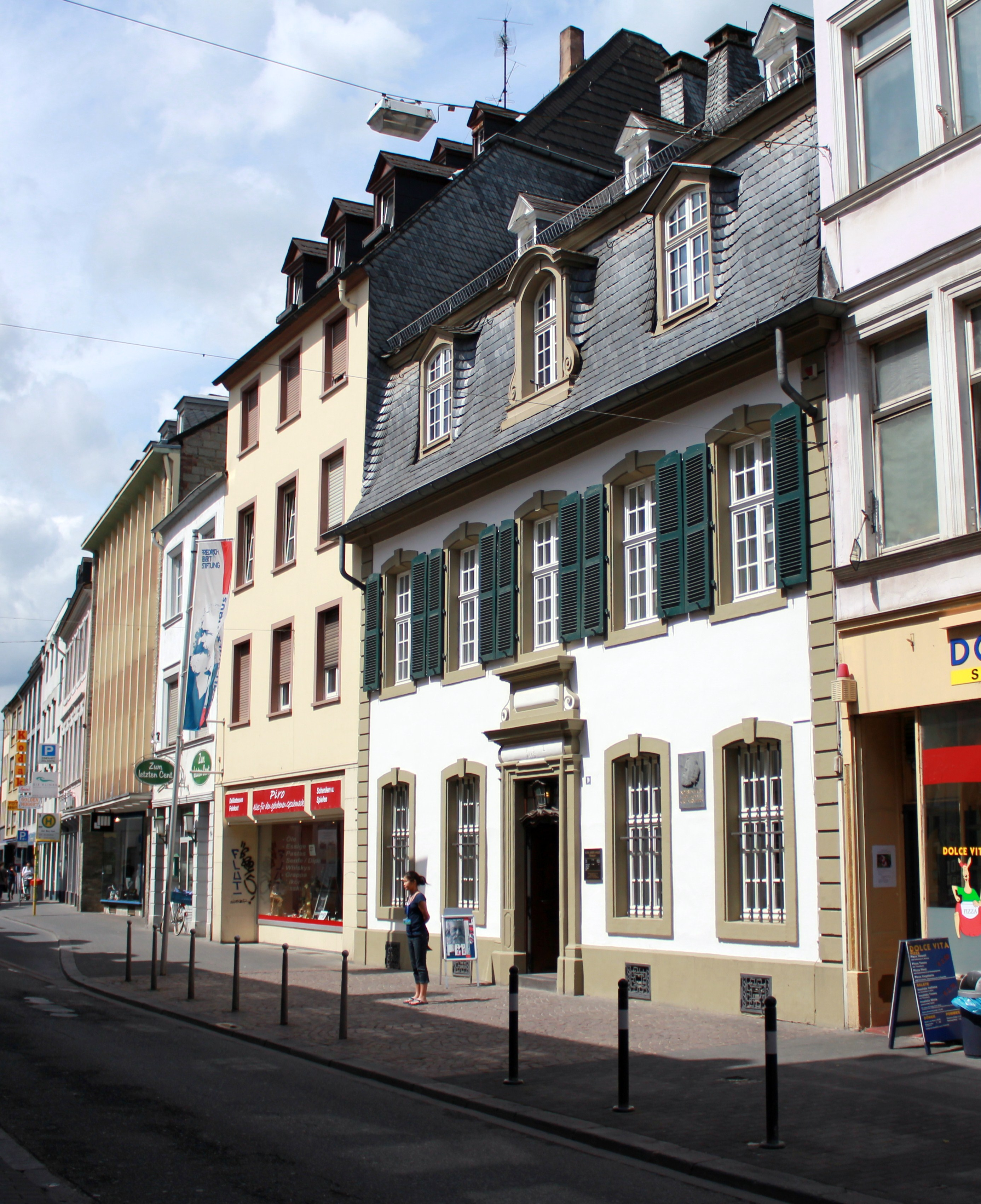

카를 마르크스 생가(독일어: Karl-Marx-Haus 카를마르크스하우스[*])는 독일 라인란트팔츠주 트리어시 브뤼켄가 10번지에 소재하고 있다. 1818년 카를 마르크스가 이 집에서 태어났다. 현재 독일 사회민주당이 부지를 구매하여 마르크스와 사회주의사에 관한 박물관으로 쓰고 있다.